# Дохновичи
Дохновичи — село в Стародубском муниципальном округе Брянской области.

## География
Находится в южной части Брянской области на расстоянии приблизительно 8 км по прямой на юго-восток от районного центра города Стародуб.

## История
Упоминалось с первой половины XVII века как село, владение шляхтича Абрамовича. С 1686 года во владении Завадовских, на средства которых в 1791 был построен каменная Троицкая церковь (не сохранилась). В XIX веке действовал винокуренный, а позднее — чугунолитейный завод. В середине XX века работали колхозы «Красный путиловец», «Красный флот» и им. Молотова. В 1859 году здесь (село Стародубского уезда Черниговской губернии) было учтено 112 дворов, в 1892—174. До 2019 года входило в состав Мишковского сельского поселения, с 2019 по 2020 год в состав Десятуховского сельского поселения Стародубского района до их упразднения.

## Население
Численность населения: 761 человек (1859 год), 946 (1892), 766 человек в 2002 году (русские 96 %), 780 в 2010.